# Giardino Yitzhak Rabin
Il giardino Yitzhak Rabin è un giardino pubblico di Milano sito in piazzale Tripoli: presente nello spiazzo da tempo, è stato dedicato allo statista israeliano nel 2016, in seguito ad una delibera adottata dal consiglio comunale ambrosiano su proposta di associazioni ebraiche e di sinistra in occasione del ventennale del suo omicidio.